# Julião Sarmento

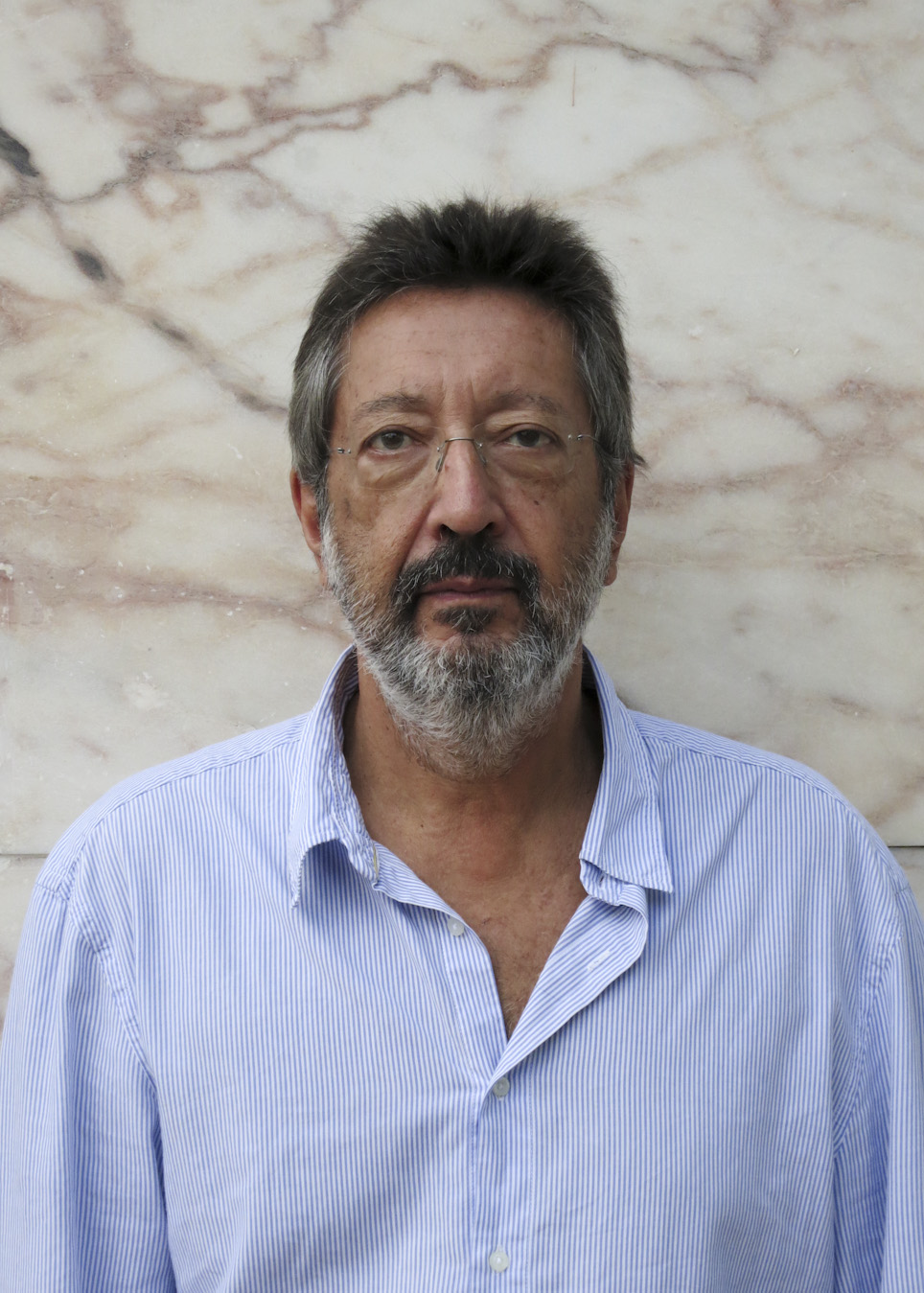
Julião Sarmento, 2014

Julião Sarmento (* 4. November 1948 in Lissabon; † 4. Mai 2021 ebenda) war ein portugiesischer Multimediakünstler und Maler.

## Leben und Werk
Julião Sarmento wurde 1948 in Lissabon geboren und studierte ab 1967 Malerei und Architektur an der Escola Superior de Belas Artes de Lisboa und erlangte dort 1974 den Abschluss als Master. Zwischen 1974 und 1980 arbeitete er konzeptuell. Er stellte Filme, Video, Klangkunst, Malereien und Installationen aus. Julião Sarmento lehrte 1997 am Center for Contemporary Art Kitakyūshū, Japan, 1998/1999 an der Akademie der Bildenden Künste München und leitete 2006 einen Workshop der Fundación Marcelino Botín Santander. 2007 war Sarmento Gastdozent an der Universität Complutense Madrid.
Sarmento war bekannt für Malereien mit pastosem Farbauftrag, für in Lagen gearbeitete Farbe, die dort ausgespart oder abgetragen wurde, wo die mit Bleistift oder Kohle gezeichneten Bildelemente belassen oder im Nachhinein auf die Malerei aufgetragen wurden. Auch zusammengeklebte Darstellungen auf Papier wurden zu Bildbestandteilen.

„Sarmento versucht, alle Aspekte von bewusstem und unbewusstem Denken und Fühlen zu berücksichtigen. Die menschliche Fähigkeit, in Bildern zu denken und Emotionen mit Bildern zu verbinden, spiegelt sich in einer besonderen Bildsprache. Der Bereich der Wahrnehmung über die Sinne findet in seiner ausdrucksvollen Verwendung des Farbmaterials eine Umsetzung. Doch Sarmento weiß auch um die Grenzen, an die man immer wieder stößt.“

Das bekannteste Motiv im Werk von Julião Sarmento ist eine Frau im schwarzen Kleid, ein Körper ohne Kopf, der in Fragmenten auf den Malereien zum Vorschein tritt und auch als dreidimensionale, lebensgroße Skulptur in allerlei Posen ausgestellt wurde.
Juliao Sarmento stirbt am 4. Mai 2021 im Alter von 72 Jahren an den Folgen einer Krebserkrankung in seiner Heimatstadt.

## Ausstellungen (Auswahl)

### Einzelausstellungen
- 2004: Echo Van Abbemuseum, Eindhoven Kuratorin: Eva Meyer-Hermann
- 2000: Flashback Centro de Arte Moderna, Lissabon, Kurator: James Lingwood
- 1999: Flashback Palacio de Velázquez, Museo Reina Sofía, Kurator: James Lingwood
- 1997: Werke 1981–1996 Haus der Kunst, München, Kuratorː Hubertus Gaßner
- 1997: 47. Biennale di Venezia, portugiesischer Pavillon, Kurator: Alexandre Melo
- 1991: Formerly known as Witte de With, Rotterdam, Kuratoren: Chris Dercon und Gosse Oosterhof

### Gruppenausstellungen
- 2006: Museu Serralves, Porto
- 2002: Biennale von São Paulo, São Paulo
- 2001: Wir sind die Ander(en) MARTa Herford, Herford
- 1999: Das Gedächtnis öffnet seine Tore ? Die Kunst der Gegenwart Städtische Galerie im Lenbachhaus, München
- 1999: Tage der Dunkelheit und des Lichts? Zeitgenössische Kunst aus Portugal Kunstmuseum Bonn, Bonn
- 1993: Ludwig Forum für Internationale Kunst, Aachen
- 1992: Regard Multiple Centre Georges Pompidou, Paris
- 1991: Metropolis Martin-Gropius-Bau, Berlin
- 1987: documenta 8, Kassel
- 1986: Prospect 86 Frankfurter Kunstverein, Frankfurt
- 1983: Kunsthalle zu Kiel Kiel
- 1982: documenta 7, Kassel
- 1981: Gott Oder Geissel? Erotik in der Kunst Heute Bonner Kunstverein, Bonn
- 1979: Text? Foto? Geschichten Heidelberger Kunstverein, Heidelberg